# Lepisanthes dictyophylla
Lepisanthes dictyophylla är en kinesträdsväxtart som först beskrevs av Ludwig Radlkofer, och fick sitt nu gällande namn av Leenh.. Lepisanthes dictyophylla ingår i släktet Lepisanthes och familjen kinesträdsväxter. Inga underarter finns listade i Catalogue of Life.